# Torneo Triangolare dell'Oceano Indiano 1963
Il Torneo Triangolare dell'Oceano Indiano 1963 (Tournoi triangulaire de l’Océan Indien 1963) fu la tredicesima ed ultima edizione del Torneo Triangolare dell'Oceano Indiano, competizione calcistica per nazione riservata a tre nazioni insulari africane che si affacciano sull'Oceano Indiano: Madagascar, Mauritius e La Riunione. La competizione si svolse in Madagascar dal 8 settembre al 18 settembre 1963.

## Formula
- Qualificazioni

Nessuna fase di qualificazione. Le squadre sono qualificate direttamente alla fase finale.
- Fase finale

Girone unico - 3 squadre, giocano partite di sola andata. La vincente si laurea campione del Torneo Triangolare.

## Squadre partecipanti
| Pr. | Squadra     | Data di qualificazione certa | Partecipante in quanto | Partecipazioni precedenti al torneo                                         | Ultima presenza  |
| --- | ----------- | ---------------------------- | ---------------------- | --------------------------------------------------------------------------- | ---------------- |
| 1   | Madagascar  | -                            | Qualificata di diritto | 12 (1947, 1948, 1949, 1950, 1951, 1952, 1953, 1954, 1955, 1956, 1957, 1958) | La Riunione 1958 |
| 2   | Mauritius   | -                            | Qualificata di diritto | 12 (1947, 1948, 1949, 1950, 1951, 1952, 1953, 1954, 1955, 1956, 1957, 1958) | La Riunione 1958 |
| 3   | La Riunione | -                            | Qualificata di diritto | 12 (1947, 1948, 1949, 1950, 1951, 1952, 1953, 1954, 1955, 1956, 1957, 1958) | La Riunione 1958 |

Nella sezione "partecipazioni precedenti al torneo", le date in grassetto indicano che la nazione ha vinto quella edizione del torneo, mentre le date in corsivo indicano la nazione ospitante.

## Fase finale

### Girone unico

#### Classifica
| Pos | Squadra     | P.ti | G | V | N | P | GF | GS | DR |
| --- | ----------- | ---- | - | - | - | - | -- | -- | -- |
| 1   | Madagascar  | 3    | 2 | 1 | 1 | 0 | 7  | 2  | +5 |
| 2   | La Riunione | 2    | 2 | 1 | 0 | 1 | 3  | 6  | -3 |
| 3   | Mauritius   | 1    | 2 | 0 | 1 | 1 | 1  | 3  | -2 |

#### Risultati
| 8 settembre 1963 | Mauritius | 0 – 2 | La Riunione |  |

| 15 settembre 1963 | Madagascar | 6 – 1 | La Riunione |  |

| 18 settembre 1963 | Mauritius | 1 – 1 | Madagascar |  |